# 浪打村
浪打村（なみうちむら）は、昭和32年（1957年）まで岩手県二戸郡にあった村。現在の一戸町岩舘・鳥越・楢山・根反および一戸のうち大越田・大道沢・小井田・田中の各字にあたる。

## 沿革
- 明治22年（1889年）4月1日 - 町村制施行にともない、岩舘村・鳥越村・楢山村・根反村と一戸村の一部（大越田・大道沢・小井田・田中）が合併して浪打村が発足。
- 昭和32年（1957年）11月1日 - 一戸町・姉帯村・小鳥谷村・鳥海村と合併し、新制の一戸町となる。

## 行政
- 歴代村長

| 代 | 氏名       | 就任                       | 退任                       | 備考 |
| -- | ---------- | -------------------------- | -------------------------- | ---- |
| 1  | 金子喜助   | 明治22年（1889年）6月4日   | 明治35年（1902年）10月28日 |      |
| 2  | 金子茂太郎 | 明治35年（1902年）11月25日 | 大正元年（1912年）10月13日 |      |
| 3  | 岩崎十治郎 | 大正元年（1912年）11月15日 | 大正7年（1918年）11月23日  |      |
| 4  | 金子茂太郎 | 大正8年（1919年）2月4日    | 大正8年（1919年）11月16日  | 再任 |
| 5  | 平船邦太郎 | 大正8年（1919年）12月16日  | 大正9年（1920年）6月15日   |      |
| 6  | 佐藤権蔵   | 大正9年（1920年）8月5日    | 大正12年（1923年）6月12日  |      |
| 7  | 青沼亮太郎 | 大正12年（1923年）9月19日  | 大正15年（1926年）9月18日  |      |
| 8  | 小野田健三 | 昭和2年（1927年）9月19日   | 昭和10年（1935年）9月18日  |      |
| 9  | 平船邦太郎 | 昭和10年（1935年）9月19日  | 昭和18年（1943年）9月18日  | 再任 |
| 10 | 柴田春次郎 | 昭和18年（1943年）9月19日  | 昭和22年（1947年）4月4日   |      |
| 11 | 稲葉佐吉   | 昭和26年（1951年）4月23日  | 昭和32年（1957年）4月24日  |      |

## 交通

### 道路
- 国道4号